# Islandia (Nowy Jork)
Islandia – wieś w Stanach Zjednoczonych, w stanie Nowy Jork, w hrabstwie Suffolk.